# Villa La Versiliana
La villa La Versiliana è un edificio storico che si trova a Marina di Pietrasanta, una località della Versilia, in provincia di Lucca.

## Storia
La villa si trova all'interno del grande Parco della Versiliana che è la parte residuale dell'antico bosco noto come la Macchia di Marina, che si estendeva su tutto il litorale e che era di proprietà del Capitanato di Pietrasanta, che ne curava la salvaguardia e ne utilizzava le risorse di legname in proprio o per conto del governo granducale.

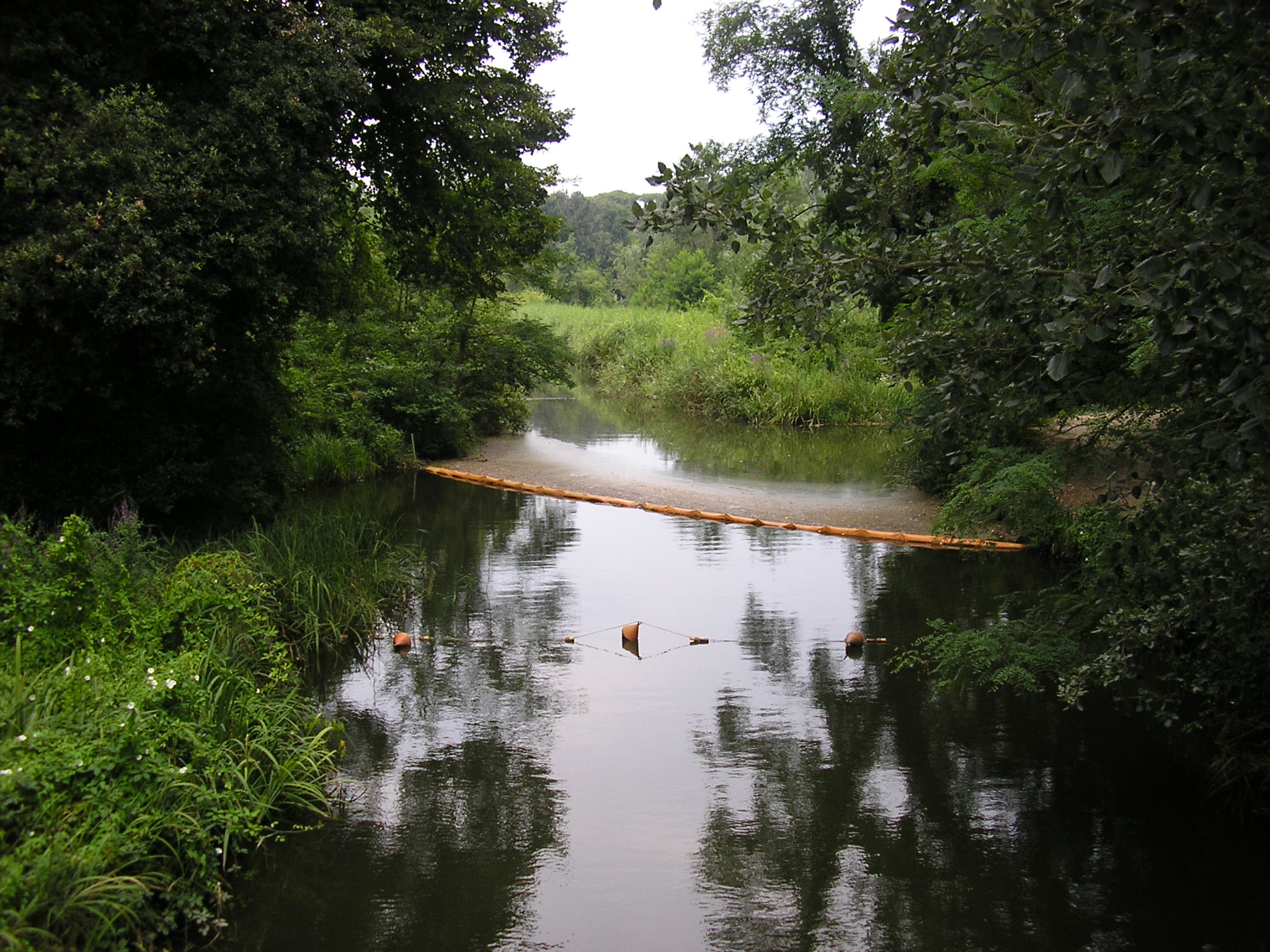
Una veduta del Fosso Versilia all'interno dell'omonimo parco

Alla fine del XVIII secolo il bosco fu diviso in poderi da concedere ai privati. Nel corso dell'Ottocento i conti Digerini Nuti, proprietari di alcuni appezzamenti, crearono una vasta tenuta signorile; nel 1886 venne costruita la villa, denominata La Versiliana dallo scrittore Renato Fucini, spesso ospite dei proprietari.
Nel 1902 vi soggiornò Gabriele D'Annunzio, che vi compose la lirica La pioggia nel pineto.
All'epoca la tenuta era un complesso agricolo forestale, attraversato da una fitta rete di sentieri a disegno geometrico. Veniva praticata la coltivazione del pino domestico per la produzione di legname e dei pinoli.
Nel 1980 la tenuta venne acquistata dal Comune di Pietrasanta e destinata a parco pubblico.
Negli spazi adiacenti alla villa sono allestite le zone per lo svolgimento delle attività del Festival La Versiliana, che si tiene in estate da molti anni con grande successo di pubblico e fama ormai consolidata a livello nazionale.